# Regnów (gemeente)
De gemeente Regnów is een landgemeente in het Poolse woiwodschap Łódź, in powiat Rawski.
De zetel van de gemeente is in Regnów.
Op 30 juni 2004 telde de gemeente 1872 inwoners.

## Oppervlakte gegevens
In 2002 bedroeg de totale oppervlakte van gemeente Regnów 45,58 km², waarvan:
- agrarisch gebied: 90%
- bossen: 5%

De gemeente beslaat 7,05% van de totale oppervlakte van de powiat.

## Demografie
Stand op 30 juni 2004:
| Omschrijving                   | Totaal | Totaal | Vrouwen | Vrouwen | Mannen | Mannen |
| ------------------------------ | ------ | ------ | ------- | ------- | ------ | ------ |
| eenheid                        | aantal | %      | aantal  | %       | aantal | %      |
| inwoners                       | 1872   | 100    | 920     | 49,1    | 952    | 50,9   |
| bevolkingsdichtheid (inw./km²) | 41,1   | 41,1   | 20,2    | 20,2    | 20,9   | 20,9   |

In 2002 bedroeg het gemiddelde inkomen per inwoner 1367,78 zł.

## Administratieve plaatsen (sołectwo)
Annosław, Kazimierzów, Nowy Regnów, Podskarbice Królewskie, Podskarbice Szlacheckie, Regnów, Rylsk, Rylsk Duży, Rylsk Mały, Sławków, Sowidół, Wólka Strońska.

## Aangrenzende gemeenten
Biała Rawska, Cielądz, Rawa Mazowiecka, Sadkowice